# Società Polisportiva Ars et Labor 1991-1992
Questa pagina raccoglie le informazioni riguardanti la Società Polisportiva Ars et Labor nelle competizioni ufficiali della stagione 1991-1992.

## Stagione
Dopo la scorsa promozione, nella stagione 1991-1992 la SPAL compie un ulteriore balzo e sale in cadetteria. Con G.B. Fabbri in panchina insieme al collaboratore Gian Cesare Discepoli, il direttore sportivo Giovanni Botteghi porta a Ferrara giocatori destinati a scrivere uno dei capitoli più entusiasmanti per i tifosi spallini. Arrivano, tra gli altri, Andrea Mangoni, Sergio Lancini, Giorgio Zamuner, Andrea Bottazzi e Andrea Messersì, calciatori che saranno ricordati con grande affetto per lungo tempo.
La SPAL gioca a memoria esprimendo un calcio bello ed efficace. La città si accende con oltre diecimila abbonamenti, lo stadio Paolo Mazza registra spesso più di ventimila presenze a partita, oltre a un ottimo seguito in trasferta. Il campionato si trasforma in una cavalcata trionfale che tocca l'apice il 5 aprile nello scontro diretto con il Vicenza di Renzo Ulivieri, vinto dagli estensi per 3-1. A Siena nella penultima giornata di campionato, con quattromila tifosi al seguito Fabbri porta a compimento l'impresa: grazie ad un pareggio i biancazzurri celebrano il loro ritorno in Serie B.
Anche in Coppa Italia i biancazzurri compiono un bel percorso: prima del campionato vincono il girone F di qualificazione, poi nei sedicesimi di finale superano il Suzzara, negli ottavi superano la Triestina; nei quarti concludono il loro percorso nella manifestazione, estromessi dalla Sambenedettese.

## Rosa
| N. |                   | Ruolo | Calciatore          |
| -- | ----------------- | ----- | ------------------- |
|    | Italia (bandiera) | P     | Graziano Battistini |
|    | Italia (bandiera) | C     | Giovanni Bonavita   |
|    | Italia (bandiera) | D     | Omar Bosetti        |
|    | Italia (bandiera) | C     | Andrea Bottazzi     |
|    | Italia (bandiera) | C     | Giuseppe Brescia    |
|    | Italia (bandiera) | D     | Sergio Casilli      |
|    | Italia (bandiera) | A     | Davide Di Nicola    |
|    | Italia (bandiera) | A     | Roberto Labardi     |
|    | Italia (bandiera) | D     | Sergio Lancini      |
|    | Italia (bandiera) | C     | Andrea Mangoni      |

| N. |                   | Ruolo | Calciatore        |
| -- | ----------------- | ----- | ----------------- |
|    | Italia (bandiera) | A     | Andrea Messersì   |
|    | Italia (bandiera) | A     | Massimo Mezzini   |
|    | Italia (bandiera) | D     | Michele Mignani   |
|    | Italia (bandiera) | A     | Stefano Papiri    |
|    | Italia (bandiera) | D     | Michele Paramatti |
|    | Italia (bandiera) | C     | Giancarlo Santini |
|    | Italia (bandiera) | D     | Cristian Servidei |
|    | Italia (bandiera) | P     | Davide Torchia    |
|    | Italia (bandiera) | C     | Giorgio Zamuner   |

## Risultati

### Serie C1 (girone A)

#### Girone di andata
| Arbitro: | Bonfrisco (Monza) |

|                 |           |                          |
| Alfano 64’, 85’ | Marcatori | 19’ Zamuner 76’ Bottazzi |

| Arbitro: | Nepi (Ascoli Piceno) |

|                                                |           |                 |
| Mezzini 48’ Bottazzi 50’, 70’ Labardi 51’, 85’ | Marcatori | 57’ (rig.) Gori |

| Arbitro: | Farina (Novi Ligure) |

|  |           |                                     |
|  | Marcatori | 27’ Zamuner 64’ Brescia 69’ Lancini |

| Arbitro: | Misticoni (Ascoli Piceno) |

|                                                    |           |  |
| Bottazzi 10’ Paramatti 16’ Zamuner 22’ Mezzini 61’ | Marcatori |  |

| Arbitro: | Fiori (Ravenna) |

|                    |           |             |
| Mariano 61’ (rig.) | Marcatori | 76’ Labardi |

| Arbitro: | De Prisco (Nocera Inferiore) |

|                                  |           |  |
| Zamuner 75’ (rig.) Brescia 90+3’ | Marcatori |  |

| Arbitro: | L. Branzoni (Pavia) |

|                    |           |  |
| Musella 80’ (rig.) | Marcatori |  |

| Arbitro: | Pacifici (Roma) |

|                               |           |                          |
| Bottazzi 40’, 67’ Mezzini 73’ | Marcatori | 75’ Briaschi 90’ Ianuale |

| Vicenza 17 novembre 1991 9ª giornata | Vicenza             | 0 – 0 | SPAL | Stadio Romeo Menti\| Arbitro: \| Franceschini (Bari) \| |
| Arbitro:                             | Franceschini (Bari) |       |      |                                                         |

| Ferrara 24 novembre 1991 10ª giornata | SPAL               | 0 – 0 | Triestina | Stadio Paolo Mazza\| Arbitro: \| Bolognino (Milano) \| |
| Arbitro:                              | Bolognino (Milano) |       |           |                                                        |

| Pavia 1º dicembre 1991 11ª giornata | Pavia           | 0 – 0 | SPAL | Stadio Pietro Fortunati\| Arbitro: \| Russo (Pescara) \| |
| Arbitro:                            | Russo (Pescara) |       |      |                                                          |

| Arbitro: | Pellegrino (Barcellona Pozzo di Gotto) |

|             |           |  |
| Lancini 70’ | Marcatori |  |

| Ferrara 15 dicembre 1991 13ª giornata | SPAL              | 0 – 0 | Palazzolo | Stadio Paolo Mazza\| Arbitro: \| Moretti (Cosenza) \| |
| Arbitro:                              | Moretti (Cosenza) |       |           |                                                       |

| Sesto San Giovanni 22 dicembre 1991 14ª giornata | Pro Sesto           | 0 – 0 | SPAL | Stadio Breda\| Arbitro: \| Minotti (Frosinone) \| |
| Arbitro:                                         | Minotti (Frosinone) |       |      |                                                   |

| Arbitro: | Ercolino (Cassino) |

|               |           |                        |
| Calvaresi 64’ | Marcatori | 13’ Papiri 22’ Zamuner |

| Arbitro: | Iannello (Pavia) |

|             |           |             |
| Labardi 74’ | Marcatori | 58’ Mannari |

| Arbitro: | Genovese (Avellino) |

|  |           |              |
|  | Marcatori | 18’ Bottazzi |

#### Girone di ritorno
| Ferrara 26 gennaio 1992 18ª giornata | SPAL            | 0 – 0 | Alessandria | Stadio Paolo Mazza\| Arbitro: \| Rizzo (Catania) \| |
| Arbitro:                             | Rizzo (Catania) |       |             |                                                     |

| Arbitro: | Santoruvo (Bari) |

|                        |           |  |
| Gori 67’ Gentilini 84’ | Marcatori |  |

| Arbitro: | Masulli (Cremona) |

|                        |           |            |
| Lancini 8’ Zamuner 17’ | Marcatori | 62’ Caruso |

| Arbitro: | Tombolini (Ancona) |

|                            |           |                    |
| Romairone 12’ Milanese 47’ | Marcatori | 55’ (rig.) Zamuner |

| Arbitro: | Zuccolini (Reggio Emilia) |

|                          |           |  |
| Bottazzi 65’ Lancini 85’ | Marcatori |  |

| Monza 8 marzo 1992 23ª giornata | Monza         | 0 – 0 | SPAL | Stadio Gino Alfonso Sada\| Arbitro: \| Lana (Torino) \| |
| Arbitro:                        | Lana (Torino) |       |      |                                                         |

| Arbitro: | Franceschini (Bari) |

|                       |           |              |
| D. Baldini 11’ (aut.) | Marcatori | 1’ Spalletti |

| Arbitro: | Della Pietra (Tolmezzo) |

|  |           |             |
|  | Marcatori | 22’ Mezzini |

| Arbitro: | Bolognino (Milano) |

|                                            |           |             |
| Zamuner 6’ (rig.) Mignani 37’ Messersì 49’ | Marcatori | 19’ Scapolo |

| Arbitro: | Gronda (Genova) |

|  |           |             |
|  | Marcatori | 53’ Mezzini |

| Arbitro: | Ferro (Verona) |

|                                        |           |                |
| Di Nicola 19’ Brescia 68’ Bottazzi 74’ | Marcatori | 48’ Frappietri |

| Arbitro: | D'Agostini (Roma) |

|                      |           |                  |
| Olmi 31’ Calemme 40’ | Marcatori | 41’, 47’ Brescia |

| Arbitro: | Bizzotto (Castelfranco Veneto) |

|            |           |             |
| Crotti 36’ | Marcatori | 15’ Mezzini |

| Arbitro: | Giove (Bari) |

|                                                   |           |            |
| Zamuner 16’ Labardi 23’, 82’ Di Nicola 73’, 90+3’ | Marcatori | 55’ Melosi |

| Ferrara 17 maggio 1992 32ª giornata | SPAL            | 0 – 0 | Como | Stadio Paolo Mazza\| Arbitro: \| Braschi (Prato) \| |
| Arbitro:                            | Braschi (Prato) |       |      |                                                     |

| Siena 24 maggio 1992 33ª giornata | Siena           | 0 – 0 | SPAL | Stadio Artemio Franchi\| Arbitro: \| Pacifici (Roma) \| |
| Arbitro:                          | Pacifici (Roma) |       |      |                                                         |

| Arbitro: | Curotti (Piacenza) |

|                                |           |  |
| Mezzini 12’ Mangoni 80’ (rig.) | Marcatori |  |

### Coppa Italia Serie C

#### Girone F
| Arbitro: | Ferro (Verona) |

|             |           |  |
| Labardi 12’ | Marcatori |  |

| 21 agosto 1991 2ª giornata |  | – Turno di riposo SPAL |  |  |

| Arbitro: | Tombolini (Ancona) |

|                                                |           |                         |
| Sambo 13’ L. Rossi 23’ Pisasale 61’ Cesari 81’ | Marcatori | 45’ (rig.), 84’ Zamuner |

| Arbitro: | Bizzotto (Castelfranco Veneto) |

|                                              |           |              |
| Messersì 7’ Paramatti 32’ Zamuner 85’ (rig.) | Marcatori | 10’ Lo Masto |

| Arbitro: | Colbertaldo (Bassano del Grappa) |

|  |           |                                         |
|  | Marcatori | 1’ Labardi 21’, 42’ Mezzini 81’ Brescia |

#### Fase ad eliminazione diretta
| Arbitro: | Capozzi (Vicenza) |

|                               |           |                                 |
| Croce 46’ Servidei 50’ (aut.) | Marcatori | 12’ Bonavita 75’ (rig.) Zamuner |

| Arbitro: | Daneluzzi (Latisana) |

|                                     |           |                          |
| Labardi 44’ Mangoni 45’ Mezzini 53’ | Marcatori | 11’ G. Colombo 67’ Mendo |

| Arbitro: | Cavanna (Roma) |

|            |           |  |
| Panero 51’ | Marcatori |  |

| Arbitro: | Bortoli (Schio) |

|                                                       |           |              |
| Cerone 22’ (aut.) Papiri 44’ Mezzini 61’ Bonavita 76’ | Marcatori | 20’ Polidori |

| Arbitro: | Contente (Salerno) |

|               |           |  |
| Di Nicola 20’ | Marcatori |  |

| Arbitro: | Ruggiero (Nocera Inferiore) |

|                                            |           |  |
| A. Piccioni 45’ Parlato 64’ De Martino 81’ | Marcatori |  |